# Orfelia amapaensis
Orfelia amapaensis är en tvåvingeart som beskrevs av Lane 1959. Orfelia amapaensis ingår i släktet Orfelia och familjen platthornsmyggor. Inga underarter finns listade i Catalogue of Life.